# Odontophora angustilaimus
Odontophora angustilaimus är en rundmaskart som först beskrevs av Nikolai Nikolaievich Filipjev 1918.  Odontophora angustilaimus ingår i släktet Odontophora och familjen Axonolaimidae. Inga underarter finns listade i Catalogue of Life.